# Ernestina Karman
 Ernestina Sanná Karman (* 1915 in Santos, Brasilien; † 2004 in São Paulo) war eine brasilianische Malerin, Zeichnerin, Bildhauerin, Journalistin, Kunstkritikerin und Lehrerin.

## Leben und Werk
Karman studierte in São Paulo von 1930 bis 1933 Zeichnen bei Lucília Fraga und Malen bei Collete Pujol. 1934 schloss sie das Studium in Psychologie und Pädagogik ab und war von 1946 bis 1954 im öffentlichen Dienst in Campo Grande, Mato Grosso.  Von 1954 bis 1956 malte sie mit Colette Pujol (1913–1999) und hörte Kunstgeschichte bei dem Kunsthistoriker Wolfgang Pfeiffer am Museum für Moderne Kunst in São Paulo. Bei Samson Flexor arbeitete sie von 1955 bis 1957 im Atelier Abstração. 1960 studierte sie Holzschnitt bei Maria Bonomi und Metallstich bei  Livy Abramo. Von 1976 bis 1978 schrieb sie für die Zeitung Folha da Tarde. Sie wurde zur Präsidentin des Kunstkritikerverbandes von São Paulo (APCA, Associação Paulista de Críticos de Arte) und zur Vizepräsidentin der Biennale von São Paulo gewählt. Sie war Professorin für brasilianische Kunst am Paço das Artes in São Paulo. In den 1980er Jahren war sie Mitglied des Vorstandes der Abteilung für Kunst von São Paulo. Sie nahm mit ihren Werken an den Biennalen VII und VIII von São Paulo teil.

## Einzelausstellungen (Auswahl)
- 1962: Museu de Arte de Belo Horizonte
- 1963: Galeria Selearte, São Paulo
- 1964: Casa do Artista Plástico, São Paulo
- 1965: Instituto Histórico e Geográfico, Santos
- 1968: Galeria KLM, São Paulo
- 1969: Galeria Coreto do Conservatório Musical Carlos Gomes, Campinas
- 1974: Galeria Girassol, Campinas
- 1982: Ateliê da Artista, São Paulo